# Comuna Märjamaa
Märjamaa este o comună (vald) din Comitatul Rapla, Estonia. Cuprinde 82 de sate și târgușorul (nucleu de tip urban) Märjamaa, care are rol de reședință.